# Isabelle Privé
Isabelle Privé (Charleroi, 8 juni 1972) is een Belgisch politica, onder meer voormalig volksvertegenwoordiger.

## Levensloop
Privé werd bediende bij de Socialistische Mutualiteiten in Lessen
Ze werd politiek actief voor de PS en werd voor deze partij in 2000 verkozen tot gemeenteraadslid van Lessen. Van 2001 tot 2015 was ze er schepen, met onder meer de bevoegdheden Cultuur en Patrimonium. Ook was Privé van 2000 tot 2009 provincieraadslid van Henegouwen.
In 2009 was ze korte tijd lid van de Kamer van volksvertegenwoordigers, in vervanging van Marie Arena. In mei 2014 stond ze op de elfde (onverkiesbare) plaats op de PS-Kamerlijst voor de provincie Henegouwen.
Ze werd voorzitster van de Socialistische Vooruitziende Vrouwen afdeling Lessen en bestuurder van de sociale bouwmaatschappij Habitat du Pays Vert.